# コードネームはファルコン
『コードネームはファルコン』（原題：The Falcon and the Snowman）は、アメリカ合衆国の作家ロバート・リンゼイの1981年刊行のノンフィクション小説およびこれを原作とした1985年制作のアメリカ合衆国のスパイ・サスペンス映画。ジョン・シュレシンジャー監督。ティモシー・ハットン、ショーン・ペン出演。
1970年代、アメリカの偵察衛星の情報をソ連側に売った実在の2人のアメリカ人青年、クリストファー・ジョン・ボイス（Christopher John Boyce）とアンドリュー・ドールトン・リー（Andrew Daulton Lee）の事件を映画化。

## あらすじ
1973年、クリストファー・ボイスは神学校を退学後、父の紹介で軍需産業の大手であるTRW社に就職、国防総省関係の部署に配属され、全てが最高機密となっている場所にも自由に出入り出来るようになる。
クリストファーはそこでCIAや国防総省の関わったダーティな機密の数々にショックを受け、神学校時代からの親友ドールトン・リーと共にその機密をソ連側に売り渡すが、2人はそこから段々と深みにはまり、破滅の道をたどって行く…。

## スタッフ
- 監督：ジョン・シュレシンジャー
- 製作：ジョン・シュレシンジャー、ガブリエル・カツカ
- 脚本：スティーヴン・ザイリアン
- 原作：ロバート・リンゼイ
- 製作総指揮：ジョン・デイリー
- 撮影：アレン・ダヴィオー
- 音楽：ライル・メイズ、パット・メセニー（サウンドトラック・アルバム『コードネームはファルコン』）
- 主題歌：パット・メセニー・グループ「ジス・イズ・ノット・アメリカ」“This Is Not America” （歌：デヴィッド・ボウイ）

## キャスト
| 役名                               | 俳優                     | 日本語吹替 |
| 役名                               | 俳優                     | テレビ朝日版                                                                                                  |
| ---------------------------------- | ------------------------ | --- |
| クリストファー・ボイス“ファルコン” | ティモシー・ハットン     | 堀内賢雄 |
| ドールトン・リー“スノーマン”       | ショーン・ペン           | 牛山茂 |
| クリストファーの父                 | パット・ヒングル         | 阪脩 |
| クリストファーの母                 | ジョイス・ヴァン・パタン | 斎藤昌 |
| ドールトンの父                     | リチャード・ダイサート   | 筈見純 |
| ドールトンの母                     | プリシラ・ポインター     | 火野カチコ |
| ジーン                             | ドリアン・ヘアウッド     | 増岡弘 |
| ラナ                               | ロリ・シンガー           | 吉田理保子 |
| アレックス（ソ連大使館員）         | デヴィッド・スーシェ     | 城山堅 |
| FBI捜査官                          | マイケル・アイアンサイド | 菅生隆之 |
| その他                             |                          | 藤城裕士 塚田正昭 有馬瑞香 秋元羊介 大木民夫 渡辺美佐 稀代桜子 津田英三 石森達幸 横尾まり 加藤正之 田原アルノ |
|                                    |                          | |
| 演出                               |                          | 向山宏志 |
| 翻訳                               |                          | 岩佐幸子 |
| 効果                               |                          | リレーション                                                                                                  |
| 制作                               |                          | 東北新社 |
| 初回放送                           |                          | 1991年11月9日 『ウィークエンドシアター』                                                                      |

## 評価
レビュー・アグリゲーターのRotten Tomatoesでは22件のレビューで支持率は82%、平均点は7.30/10となった。Metacriticでは15件のレビューを基に加重平均値が68/100となった。

## 文献・サイト
- Robert Lindsey, The Falcon and the Snowman: A True Story of Friendship and Espionage, Lyons Press, 1979, ISBN 1-58574-502-2
- Detailed story of Chris Boyce and Daulton Lee from the Crime Library

## 原作
- ロバート・リンゼー『スパイ衛星を売れ』石丸和人訳　毎日新聞社 1981 『コードネームはファルコン』河出文庫 1985